# Kalix kommunhus
Kalix kommunhus ligger i centrala Kalix på Nygatan 4 och invigdes år 1967. Kommunhuset inrymmer större delen av administrationen för Kalix kommun. 

## Byggnaden
Kommunfullmäktiges sessionssal finns i byggnaden, och ses som fönstren närmast på bilden till höger.  

## Utsmyckning
Nära entrén till kommunhuset står en bronsstaty, Kranssågarna, av skulptören Ture Johansson. 

## Historik
Kalix första kommunalkontor öppnades 1933 och fanns tidigare på Köpmannagatan i Kalix. Utrymmena räckte sedan inte till när förvaltningen växte. Byggnaden brann sedan upp samma år efter att flytten genomförts.
Kommunhusets nuvarande tomt var egentligen tänkt för före detta matvarubutiken Domus, nu Stora Coop. Dock bedömde Domus att parkeringsutrymmet inte var tillräckligt stort här, och man växlade tomter med varandra istället.
Kalix konsthall fanns tidigare i kommunhusets nedre plan.